# Плюса
Плюса (на руски: Плюсса) е река в Псковска и Ленинградска област на Русия, десен приток на Нарва. Дължина 281 km. Площ на водосборния басейн 6550 km².
Река Плюса в миналото е водила началото си от голямото Заплюско езеро, но след направените му корекции езерото е разделено на няколко по-малки и сега река Плюса изтича от най-южното, на 65 m н.в., на 3 km югозападно от селището от градски тип Заплюсе в североизточната част на Псковска област. В горното и в част от средното течение протича предимно в западна посока, а в част от средното и долното течение – предимно в северна посока. В горното и средно течение долината ѝ е тясна, с високи брегове, а в долното – широка и заблатена. Влива се от юг в Плюския залив на Нарвското водохранилище, изградено на река Нарва, на 24 m н.в., на 14 km севено от град Сланци в Ленинградска област. Основни притоци: леви – Курея (80 km), Дряжна (25 km), Люта (96 km); десни – Городенка (30 km), Пагуба (30 km), Вердуга (26 km), Яня (57 km), Крапивенка (25 km), Вейнка (26 km), Руя (48 km), Кушелка (22 km),. Има смесено подхранване с преобладаване на снежното с ясно изразено пролетно пълноводие през април. Среден годишен отток при град Сланци 50 m³/s. Заледява се през ноември или декември, а се размразява в края на март или началото на април. По-ранореката е била плавателна за плиткогазещисъдове на 83 km от устието до село Чернево в Псковска област. По бреговете на реката са разположени множество населени места, в т.ч. селището от градски тип Плюса в Псковска област и град Сланци в Ленинградска област.